# Populationsdruck
Populationsdruck beschreibt beispielsweise die Folgen einer Überbevölkerung. Bei sinkendem Territorium für den Einzelnen durch ein starkes Bevölkerungswachstum oder Gebietsverlust und Rückdrängung der Bevölkerung und/oder durch Sinken der Ressourcen kann es zum Drang einer Bevölkerung, sprich einer Gesellschaft oder Gruppe, die ein Gebiet teilt, nach einer Erweiterung des Gebietes kommen. 
Weitere Gründe können Umweltveränderungen oder Angriffe durch Feinde sein. Meist ist dieser Vorgang mit kriegerischen Konsequenzen verknüpft (zum Beispiel Eroberungsstreben).
Eine Folge von akutem Populationsdruck können in der Geschichte Reiche sein, die in relativ kurzer Zeit eine große Ausdehnung erreichen aber vergleichsweise schnell wieder untergehen (zum Beispiel Hunnen, Inka).